# 羅家ハ駅
羅家垻駅（らかはえき）は、中華人民共和国重慶市南岸区に位置する重慶軌道交通環状線の駅。

## 歴史
- 2019年7月1日: 開業[1]。

## 隣の駅
重慶軌道交通
■ 環状線
海棠渓駅 - 羅家垻駅 - 四公里駅